# Podkowa (herb szlachecki)
Podkowa – polski herb szlachecki.

## Opis herbu
Opis z wykorzystaniem klasycznych zasad blazonowania:
W polu błękitnym podkowa srebrna. Klejnot: nad hełmem, w koronie trzy pióra strusie. Labry błękitne, podbite srebrem.

## Najwcześniejsze wzmianki
Najwcześniej wzmiankowany w pierwszej połowie XVIII wieku jako herb Tatarskiego rodu szlacheckiego Rudnickich. Herbem tym pieczętował się między innymi Czymbaj Murza Rudnicki - pierwszy w Rzeczypospolitej Tatar w stopniu generała.
Herb ten pojawił się następnie także na dyplomie legitymacyjnym z 1841 Obfidowiczów w Galicji oraz na dyplomie z 1864 Dargużewiczów w guberni kowieńskiej. Za dyplomami tymi herb przytoczył Ostrowski (Księga herbowa rodów polskich).

## Herbowni
Lista herbownych w artykule sporządzona została na podstawie wiarygodnych źródeł, zwłaszcza klasycznych i współczesnych herbarzy. Należy jednak zwrócić uwagę na częste zjawisko przypisywania rodom szlacheckim niewłaściwych herbów, szczególnie nasilone w czasie legitymacji szlachectwa przed zaborczymi heroldiami, co zostało następnie utrwalone w wydawanych kolejno herbarzach. Identyczność nazwiska nie musi oznaczać przynależności do danego rodu herbowego. Przynależność taką mogą bezspornie ustalić wyłącznie badania genealogiczne.
Pełna lista herbownych nie jest dziś możliwa do odtworzenia, także ze względu na zniszczenie i zaginięcie wielu akt i dokumentów w czasie II wojny światowej (m.in. w czasie powstania warszawskiego w 1944 spłonęło ponad 90% zasobu Archiwum Głównego w Warszawie, gdzie przechowywana była większość dokumentów staropolskich). Lista nazwisk znajdująca się w artykule pochodzi z Herbarza polskiego Tadeusza Gajla. Jest to dotychczas najpełniejsza lista herbownych, uzupełniana ciągle przez autora przy kolejnych wydaniach Herbarza. Występowanie na liście nazwiska nie musi oznaczać, że konkretna rodzina pieczętowała się herbem Podkowa. Często te same nazwiska są własnością wielu rodzin reprezentujących wszystkie stany dawnej Rzeczypospolitej, tj. chłopów, mieszczan, szlachtę. Tadeusz Gajl przytacza następujące nazwiska herbownych:
Bahryński, Banialewicz, Banielewicz, Bohatyrewicz, Bohatyrowicz, Burdynowski, Charski, Cichowski, Darguż, Dargużewicz, Dawidowski, Ejdym, Girżod, Górski, Guszcza, Huszcza, Jesman, Jurjewicz, Kamieński, Kamiński, Kochlewski, Kochlowski, Kosko, Kozłowski, Lejko, Lysowski, Ławroń, Meszczer, Miecznikowski, Naborowski, Niewiarowski, Obfidowicz (ppłk dr Bronisław Obfidowicz), Ostrowski, Pluchniewicz, Pontus, Pontusowicz, Regi, Regis, Rodziewicz, Rudnicki, Seytekowicz, Skepiewski, Sondomowicz, Songajłowicz, Sowiński, Szejdełałowicz, Szetejkowicz, Szołtmir, Toftycz, Tomaszewski, Walentynowicz, Winogrodzki, Wodoradzki, Wojdat, Zielonacki.